# Coppa del mondo femminile VIVA
La Coppa del mondo femminile VIVA (in inglese VIVA Women's World Cup) è una manifestazione calcistica internazionale nata nel 2008, organizzata dalla NF-Board, federazione che raggruppa molte nazionali non affiliate alla più celebre FIFA, e riservata alle rappresentative femminili. La selezione vincitrice si aggiudica il Nelson Mandela Trophy.

## Storia
Nel 2008 un torneo femminile è stato affiancato a quello maschile. Alla prima edizione in Lapponia hanno partecipato solo due squadre, Lapponia e Kurdistan, e le padrone di casa hanno vinto il trofeo. Il torneo è stato riproposto nel 2010 a Gozo e ha visto la vittoria della Padania.
Inizialmente fu previsto di tenere una terza edizione del torneo in Kurdistan nel 2011, che venne successivamente annullata. Un ultimo tentativo fu fatto in Lapponia per il luglio 2013, ma anche in questo caso il torneo fu annullato.

## Edizioni
| Anno          | Paese ospitante |           | Finale    | Finale    | Finale |
| Anno          | Paese ospitante | Vincitore | Risultato | 2º Posto  |        |
| ------------- | --------------- | --------- | --------- | --------- | ------ |
| 2008 Dettagli | Lapponia        | Lapponia  | 4-0 11-1  | Kurdistan |        |
| 2010 Dettagli | Gozo            | Padania   | 4-0 3-0   | Gozo      |        |

### Migliori piazzamenti
| Squadra   | Titoli   | 2° posti |
| --------- | -------- | -------- |
| Lapponia  | 1 (2008) |          |
| Padania   | 1 (2010) |          |
| Kurdistan |          | 1 (2008) |
| Gozo      |          | 1 (2010) |

### Prestazione della squadra ospitante
| Anno | Paese ospitante | Risultato |
| ---- | --------------- | --------- |
| 2008 | Lapponia        | 1º posto  |
| 2010 | Gozo            | 2º posto  |

### Partecipazioni e prestazioni nelle fasi finali
Legenda
- 1ª – Campione
- 2ª - Secondo posto
- 3ª - Terzo posto
- 4ª - Quarto posto
- QF - Quarti di finale

- 1T - Primo turno
- •  – Non partecipa
- – Nazione ospite
- Q - Qualificata per il prossimo torneo

Per ogni torneo, viene indicata la bandiera del Paese ospite e, tra parentesi, il numero di squadre che vi hanno partecipato.
| Selezione | 2008 (2) | 2010 (2) | Totale |
| --------- | -------- | -------- | ------ |
| Gozo      | •        | 2ª       | 1      |
| Kurdistan | 2ª       | •        | 1      |
| Lapponia  | 1ª       | •        | 1      |
| Padania   | •        | 1ª       | 1      |
| Selezione | 2008 (2) | 2010 (2) | Totale |

## Record e statistiche

### Cannonieri
9 gol
- Gry Keskitalo Skulbørstad

2 gol
- Mia Carina Eira

### Capocannonieri di ogni edizione
| Edizione   | Capocannoniere            | Nazionale | Gol |
| ---------- | ------------------------- | --------- | --- |
| Sápmi 2008 | Gry Keskitalo Skulbørstad | Lapponia  | 9   |